# Markus Weggenmann
Markus Weggenmann (* 6. November 1953 in Singen) ist ein deutsch-schweizerischer Künstler.

## Biografie
Weggenmann ist seit 1990 als freischaffender Künstler tätig. Ursprünglich zum Ergotherapeuten und später zum Psychoanalytiker ausgebildet, ging er vor seiner künstlerischen Karriere diesen Berufen nach. Markus Weggenmann lebt und arbeitet in Zürich.

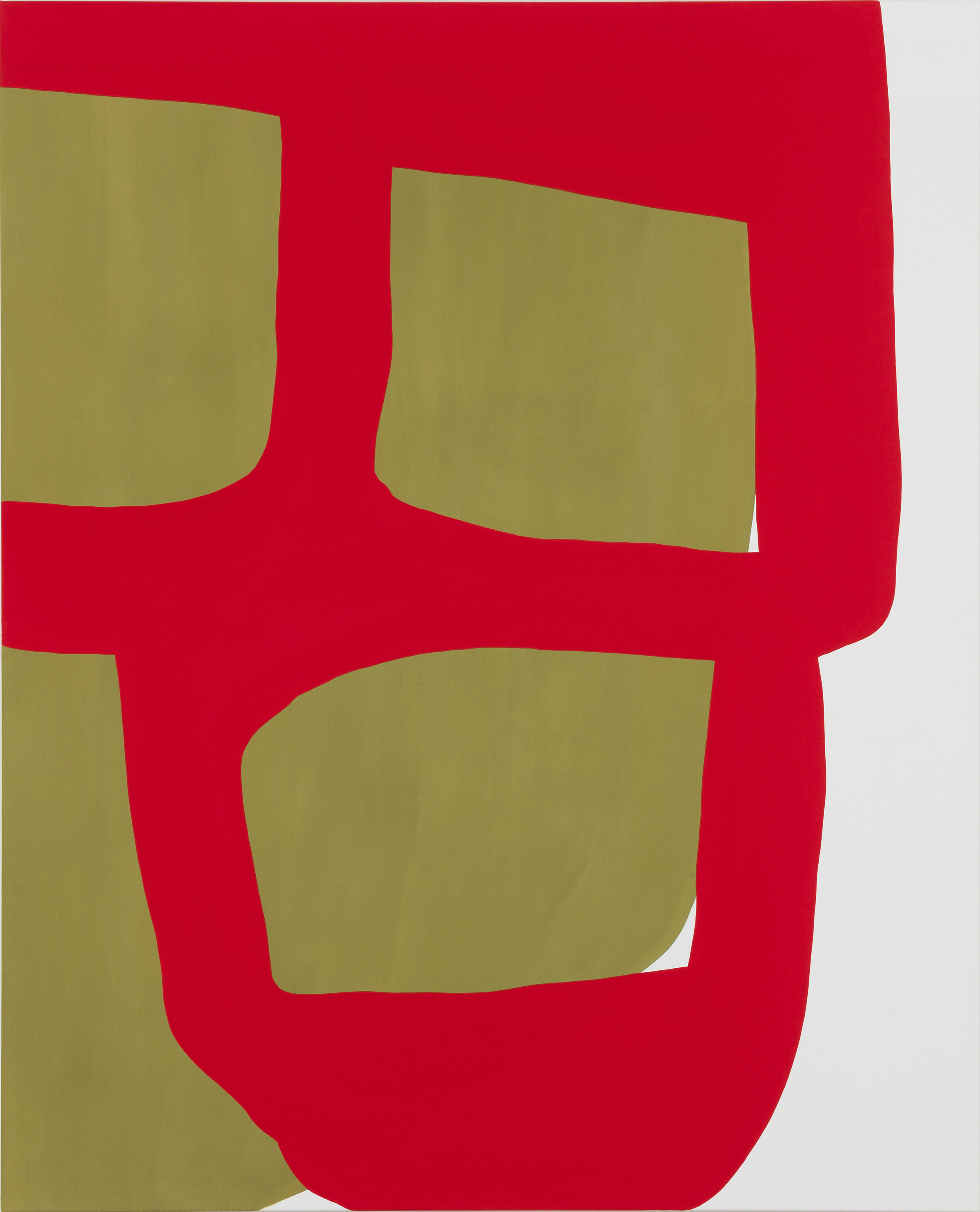
Markus Weggenmann - LW 180, 2019, Hochpigmentierte Leimfarbe auf Baumwolle, Courtesy: Taubert Contemporary, Berlin.

Erste Beachtung erlangte Weggenmann mit seinen ab den späten 1980er Jahren entstehenden Streifenbildern, in denen er der streng konzeptuellen Vorgaben des Streifenmotivs folgend in unterschiedlichsten Kombinationen, Formaten und Variationen Farbbalken aneinander reihte. Aus den Jahren ab 1999 kennt man in erster Linie die industriell gefertigten Autolackbilder. Im Aufeinanderprallen der planen, perfekten Oberfläche und dem lebhaften Gestus der Motivik entwickeln sie eine ganz eigene Ausstrahlung, die den Betrachter einerseits auf Distanz hält, ihn aber gleichzeitig durch Form und Fläche zu beeinflussen vermag. Waren es anfangs oft simple Flächen, die sich im unmittelbaren Nebeneinander ihrer Farben trafen, so findet in den jüngeren Arbeiten eine Entwicklung hin zum Vielschichtigen und Perspektivischen statt. Genauso und gleichzeitig entstehen aber auch Arbeiten, die da und dort gar gänzlich ins Gegenständliche kippen. 
Weggenmann war in zahlreichen Einzel- und Gruppenausstellungen im In- und Ausland vertreten. Seine Werke befinden sich in namhaften öffentlichen und privaten Sammlungen, z. B. im Kunsthaus Zürich oder im Kunstmuseum Bonn.

## Einzelausstellungen (Auswahl)
- 2022 Solo mit Viel, Villa Renata, Basel (CH)
- 2020 Ein Bild schreit nach dem nächsten!, Kunstmuseum Appenzell (CH)
- 2019 death by colour, Taubert Contemporary, Berlin (D)
- 2018 Boller und Weggenmann, Galerie Onrust, Amsterdam (NL)
- 2015 Mostly Paintings on Paper, Galerie Mark Müller, Zürich (ZH)
- 2013 Stilleven bij Onrust, Galerie Onrust, Amsterdam (NL)
- 2013 Tornadorot, Galerie Taubert Contemporary, Berlin (D)
- 2012 Im Hasenbart, Galerie Mark Müller, Zürich (CH)
- 2011 still lifes, Galerie Onrust, Amsterdam (NL)
- 2010 it could be sweet, FT-Contemporary, Berlin (D)
- 2010 Zeniuk - Weggenmann, Mondriaanshuis, Amersfoord (NL)
- 2009 frozen desire, The Columns, Seoul (CO)
- 2009 with tangerine trees and marmelade skies, Galerie Mark Müller, Zürich (CH)
- 2008 vom Traum der Schlittschuhläuferin auf der Eisgracht, Galerie Onrust, Amsterdam (NL)
- 2007 bel étage, Kunsthalle Bremerhaven (D)
- 2006 Aussicht 3, Kunstmuseum Bonn (D)

## Gruppenausstellungen (Auswahl)
- 2022 Raum für phantasievolle Aktionen, Kunstmuseum Bonn (D)
- 2022 (UN)CERTAIN GROUND, Kunsthaus Pasquart (CH)
- 2021 Reset, Haus Konstruktiv, Zürich (CH)
- 2020 Water Reverie, Borusan Contemporary, Istanbul (TÜR)
- 2017 Auf Immer. Auf Dauer. Auf Zeit., Kunstmuseum Singen (D)
- 2013 Werkschau 2013, Kultur Kanton Zürich (CH)
- 2013 3 + 4 b/w - ftc., Fiedler Taubert Contemporary, Berlin (D)
- 2012 zweiundzwanzig, Galerie Mark Müller, Zürich (CH)
- 2012 Segment #2, Borusan Contemporary, Istanbul (TÜR)
- 2012 group exhibit, Art & Space Gallery, München (D)
- 2011 Wasser | Farbe Color | Water, Städtische Galerie Villa Zanders, Bergisch Gladbach (D)
- 2010 Wasserfarben-Watercolours, Museum Liner Appenzell (CH)
- 2009 Malerei? Zeichnung? Objekt?, Kunst(zeug)haus Rapperswil (CH)
- 2007 Visionäre Sammlung Vol. 4, Haus Konstruktiv, Zürich (CH)
- 2006 abstraction now - floating forms, Wilhelm Hack Museum, Ludwigshafen (D)
- 2005 Malereiräume, Helmhaus, Zürich (CH)

## Auszeichnungen
- 2018 Swiss Art Award
- 2018 Werkstipendium der Stadt Zürich (CH)
- 2014 Werkbeitrag des Kantons Zürich (CH)
- 2013 Werkbeitrag des Kantons Zürich (CH)
- 1989 Werkbeitrag des Kantons Zürich (CH)